# Pittsburgh Condors
Los Pittsburgh Condors fueron uno de los equipos miembro de la American Basketball Association, jugando bajo este nombre desde 1970 hasta 1972. El equipo jugaba los partidos de casa en el Civic Arena de Pittsburgh, ahora conocido como Mellon Arena.

## Antecedentes
Los Condors comenzaron su existencia como los Pittsburgh Pipers, una de las franquicias inaugurales de la ABA en 1967, y que ganó la liga al final del primer campeonato, en la temporada 1967-68. Ellos compartieron el pabellón con los Pittsburgh Penguins, equipo de la National Hockey League. Durante esta primera temporada consiguieron ser el equipo con mayor asistencia de público de la ABA, promediando 12.500 fanes por partido.
Sin embargo, por razones desconocidas hasta hoy, los Pipers se trasladaron a Minnesota como los Minnesota Pipers. Los Minnesota Muskies por su parte habían tenido problemas durante el comienzo de la temporada y decidieron trasladarse a Miami y llamarse los Floridians. Los Pipers no mejoraron en Minnesota y como era de esperar, volvieron a Pittsburgh después de una única temporada. La primera temporada de regreso mantuvieron el nombre "Pipers". Sin embargo, el equipo falló a la hora de conseguir el éxito de su primera campaña. Después de la temporada, Haven Industries, creadora de la marca "Jack Frost" de productos de azúcar, compró al equipo y decidió cambiar el nombre.

## Temporada 1970-1971
Un concurso para darle nombre al equipo se resolvió con el nombre "Pittsburgh Pioneers". Sin embargo,  el colegio de la NAIA Point Park (ahora Universidad Point Park) usaba este nombre y se desechó la propuesta. El propietario solucionó el problema cambiando el nombre a los Condors.
Jack McMahon fue el entrenador. John Brisker y Mike Lewis jugaron en el All Star Game de la ABA. El equipo finalizó con un balance de 36 victorias y 48 derrotas lo que le situó en el quinto lugar de la División Este y les mantenía fuera de los playoffs de la ABA un partido por debajo de los Floridians. La media de asistencia de los Condors fue de 2.806, aunque algunos observadores cercanos al club pensaban que la asistencia era próxima a 1.100. La asistencia fue muy mala durante el comienzo de la temporada, los Condors realmente regalaban cualquier sitio disponible. Solo 8.074 fanes asistieron a los partidos mientras que unos 3.000 dejaron de aparecer. Al propietario no le gustó esta gestión y finalmente el general manager fue despedido.

## Temporada 1971-1972
Para la siguiente temporada, Haven Industries intentó cambiar la imagen de los Condors, con un nuevo logo y una nueva equipación. Después de un comienzo con 4-6 en el balance de victorias derrotas, el general manager Mark Binstein despidió a McMahon por razones desconocidas y se nombró a sí mismo entrenador principal. Pero este movimiento no benefició a los Condors que acabaron con un balance de 21-50.
Según pasaba la temporada, la asistencia de público cayó a 1000 fanes por partido. La situación era tan mala que se llegó a pensar que los Condors cerrarían antes de las Navidades. Mientras los propietarios intentaban mantener al equipo hasta la siguiente temporada, Haven Industries había visto suficiente y anunciaron que los Condors jugarían la siguiente temporada en cualquier sitio. Mientras, comenzaron a jugar los partidos de casa en otras ciudades en Pensilvania, y luego en lugares más lejanos. El 24 de marzo de 1972 los Condors jugaron ante los Kentucky Colonels en Birmingham, Alabama; el 28 de marzo de 1972 los Condors se enfrentaron a los Colonels de nuevo, pero esta vez el que sería su último partido en casa, en Tucson, Arizona. (La asistencia en ambos partidos, en Birmingham y Tucson, fue significativamente mejor que los últimos partidos en Pittsburgh). John Brisker y George Thompson jugaron el All Star Game de la ABA. Después de 74 partidos en los que solo habían conseguido ganar 21 (perdiendo 53), Jack McMahon fue despedido como entrenador y fue sustituido por Mark Binstein para los últimos 10 partidos de la temporada. Los Cóndors conseguirían un balance final de 4-6 en estos últimos diez partidos, finalizando en sexta posición en la División Este con 25 victorias y 59 derrotas, sin conseguir el pase a los playoffs. Los Condors promediaron 2.215 aficionados por partido en casa.

## Cierre y traspasos
En junio de 1972, la ABA canceló la franquicia de los Condors. Los jugadores de los Condors pasaron a formar parte de un draft de dispersión; George Thompson fue a los Memphis Tams, Mike Lewis  a los Carolina Cougars, Skeeter Swift y James Silas a los Dallas Chaparrals,  y Walt Szczerbiak a los Kentucky Colonels. John Brisker dio el salto a los Seattle Supersonics de la NBA.

## Jugadores notables
- Connie Hawkins, miembro del Hall of Fame.